# Вестфілд (округ Маркетт, Вісконсин)
Вестфілд (англ. Westfield) — місто (англ. town) в США, в окрузі Маркетт штату Вісконсин. Населення — 789 осіб (2020).

## Демографія
Згідно з переписом 2010 року, у місті мешкало 866 осіб у 357 домогосподарствах у складі 260 родин. Було 547 помешкань
Расовий склад населення:
| - 97,2 % — білих - 0,8 % — корінних американців - 0,2 % — чорних або афроамериканців - 0,2 % — азіатів |

До двох чи більше рас належало 1,0 %. Частка іспаномовних становила 2,0 % від усіх жителів.
За віковим діапазоном населення розподілялося таким чином: 21,0 % — особи молодші 18 років, 58,8 % — особи у віці 18—64 років, 20,2 % — особи у віці 65 років та старші. Медіана віку мешканця становила 48,7 року. На 100 осіб жіночої статі у місті припадало 107,2 чоловіків;  на 100 жінок у віці від 18 років та старших — 101,2 чоловіків також старших 18 років.
Середній дохід на одне домашнє господарство  становив 69 914 долари США (медіана — 64 688), а середній дохід на одну сім'ю — 83 497 доларів (медіана — 75 536). Медіана доходів становила 50 000 доларів для чоловіків та 39 375 доларів для жінок. За межею бідності перебувало 5,0 % осіб, у тому числі 0,0 % дітей у віці до 18 років та 2,0 % осіб у віці 65 років та старших.
Цивільне працевлаштоване населення становило 424 особи. Основні галузі зайнятості: освіта, охорона здоров'я та соціальна допомога — 25,7 %, виробництво — 20,3 %, мистецтво, розваги та відпочинок — 12,3 %, публічна адміністрація — 9,4 %.